# 蝦紅素
蝦紅素（英語：Astaxanthin；/æstəˈzænθɪn/，又稱藻紅素、角黃素、变胞藻黄素或蝦青素），是一種酮式類胡蘿蔔素
。
它屬於一類稱為萜烯較大的化合物（例如：四萜類化合物），由一個有五個碳的前體異戊烯基二磷酸酯和二甲基烯丙基二磷酸酯
所構成。
蝦紅素被歸類為叶黄素类的一種。
與其他類胡蘿蔔素一樣，蝦紅素屬於一種脂溶性的色素。其橙紅的顏色是源於在蝦紅素化合物的中央有共軛（交替的雙鍵和單鍵）雙鍵延長而引起。這條共軛雙鍵鏈還負責蝦紅素（以及其他類胡蘿蔔素）的抗氧化功能，因為它會產生一個分散的電子區域，該區域可被提供來還原反應性氧化分子。
蝦紅素是一种血紅色的色素，是淡水微藻類中的雨生紅球藻（Haematococcus pluvialis）和酵母菌黃單胞菌中天然產生的。當藻類受壓缺乏營養，鹽分增加或日照過多時，就會產生蝦紅素。以這種藻類為食的動物，包括有：鮭魚、紅鱒、黑斑小鯛、真鯛、火烈鸟及各種甲殼類動物（例如：虾、磷蝦、蟹、龍蝦及螯蝦等海洋生物）均可找到由蝦紅素而引起的橙紅色染色效果。
在活體甲殼類中，蝦紅素與β-甲殼藍蛋白（crustacyanin）結合而呈現板岩藍色，當烹煮時，此結合變得不穩定，而釋出蝦紅素，使得甲殼類變紅。

## 合成與萃取方式

### 人工合成法
在人工合成方法中，有三種方法為產率較高，工藝較為成熟，且已工業化生產的合成方法，在下方介紹。

#### BASF合成方法
本方法以6-氧代異佛爾酮(6-oxo-isophorone)為主原料，首先利用丙酮與甲醛經羥醛縮合生成羥基丁酮，然後脫水成為α-β不飽和丁烯酮，在和乙炔經親合反應生成六碳炔叔醇，將羥基保護，並與6-氧代異佛爾酮轉化，經一系列反應後最終得到3R, 3′R蝦紅素(圖二)。這是目前市面上最主要工業化蝦紅素的生產來源。

#### F.Hoffmann-LaRoche 合成方法
本方法與BASF相似，同樣以6-氧代異佛爾酮在為主原料，在得到合成六碳炔叔醇後，在硫酸作用下重排成六碳炔伯醇，再將羥基進行保護然後與6-氧代異佛爾酮發生一系列反應，生成十五碳三苯基季鏻鹽,最後在強鹼作用下與2,7-dimethyl-2,4,6-octatriene-1,8-dialdehyde進行雙邊的威悌反應形成3R, 3′R蝦紅素(圖三)。

### 天然物萃取

#### 酵母萃取
二十多年來，由於其具有生產蝦紅素的能力，酵母菌生產蝦紅素的方法被廣泛研究。其中紅發夫酵母菌(Phaffia rhodozyma)有最高的產率，因此有非常多的文獻報導了從紅發夫酵母萃取蝦紅素的技術，從其產量也從早年的800 ug/g，到最新的產率為1.5 mg/g 。目前，酵母以細粉形式作為蝦紅素，蛋白質和其他營養素的天然來源銷售，並用作鮭魚飼料的成分。除了紅發夫酵母菌外，亦有其他的酵母菌，如釀酒酵母(Saccharomyces cerevisiae)及乳酒念珠菌(Kluyveromyces marxianus)，雖然兩者在自然界中生產的蝦紅素不多，但卻適合進行基因修飾，大量生產蝦紅素。

#### 藻類萃取
有許多的報導綠藻綱(Chlorophyceae)的藻類可生產蝦紅素，其中雨生紅球藻(Haematococcus pluvialis)為產率最高的種類之一。雨生紅球藻是一種在脅迫條件下能夠大量積累蝦紅素的綠藻。正常環境下的雨生紅球藻為綠色具鞭毛的狀態，當環境惡劣時，由此狀態轉換為紅色且無鞭毛的包囊轉換。

#### 其他
其他天然來源的蝦紅素，包含了鮭魚、甲殼類生物如蝦、螃蟹或龍蝦可食部分產生的。其中所含的類胡蘿蔔素色素已被徹底研究和量化。福壽螺的卵也含有蝦紅素。

## 蝦紅素在皮膚醫藥的應用

### 抗氧化活性
蝦紅素的結構特殊，會穿過細胞膜，成為橫跨細胞雙層磷脂質的結構；在兩端官能基可吸收自由基未配對的電子，易與自由基反應並有效減少自由基活性。除了消除自由基之外，Xue等人也發現了蝦紅素調控受到光傷害的皮膚細胞Nrf2的表達。此外，抗氧化酶超氧化物歧化酶2（superoxide dismutase, SOD2），過氧化氫酶（catalase, CAT）和穀胱甘肽過氧化物酶1（glutathione peroxidase 1, GPX1）明顯上調。因此，蝦紅素不僅通過直接清除自由基，而且通過活化抗氧化功能來發揮重要的抗氧化活性。

### 抗發炎
發炎是一種免疫系統的正常反應，但持續不斷或反覆的發炎則易引起諸如皮膚損傷、色素沉澱以及神經病變等疾病。蝦紅素對iNOS產生的抑制作用對於皮膚炎相關疾病(如牛皮癬和異位性皮膚炎)的藥物開發有很大的意義。蝦紅素可經由抑制多種促發炎相關蛋白介白素-1(interleukin-1, IL-1)，介白素-6 (interleukin-6, IL-6) 以及腫瘤壞死因子(tumor necrosis factor-α (TNF-α)緩解異位性皮膚炎的病狀。

### 修復受損皮膚
紫外光除了會造成發炎以外，還會造成DNA的損傷。由紫外線誘導的DNA損傷產生的DNA光產物，會被細胞檢測並經由一系列的生化反應啟動DNA的修復，核苷酸切除修復（nucleotide excision repair, NER）是哺乳動物細胞修復受損DNA的關鍵機制之一。蝦紅素可以提高暴露於紫外線輻射的細胞的DNA修復能力。

## 蝦紅素的副作用及安全性
蝦紅素已成為常見的保健食品，具有良好的抗氧化或抗發炎的生理機能，為一種相對安全的保健食品。美國AQUASEARCH公司也曾進行人體安全性試驗，蝦紅素作為膳食補充劑或者藥用成分進入生物體內，在目前的研究結果大多顯示對動物和人類是沒有毒性副作用。有相關報告顯示，食用蝦紅素所造成的不適可能與食用者自身的疾病有關，如患者帶有糖尿病和低血糖、低血壓症狀時應不適合食用蝦紅素，因為服用蝦紅素可能會降低血糖與血壓；若是有自身免疫性疾病和使用免疫抑制劑者也須特別注意，因蝦紅素可能具有免疫提升效果，間接干擾治療成效。